# Edmond Hébert
Pour les articles homonymes, voir Hébert.
Edmond Hébert, né le 12 juin 1812 à Villefargeau (Yonne) et mort le 4 avril 1890 à Paris, est un géologue français.

## Biographie
Il étudia au Collège de Meaux à Auxerre, puis fut admis à l’École Normale. D’abord professeur au lycée de Meaux (1836), il devint appariteur de physique-chimie de l’École Normale en 1838, puis professeur titulaire de géologie et directeur adjoint de ce même établissement en 1841. Il soutint sa thèse de doctorat ès sciences en 1857, et obtint la même année la chaire de géologie de la Sorbonne.
Professeur très apprécié, il apporta également des contributions importantes pour la connaissance du Jurassique et des strates antérieures. Il consacra un soin particulier aux formations des différentes subdivisions du Crétacé et de l’Ère tertiaire en France, et à leurs correspondances en Angleterre et en Europe méridionale.
On lui doit notamment une classification précise des différents étages calcaires des sites archéologiques reconnus à la fin du XIXe siècle. Selon l'Encyclopaedia Britannica, il était considéré à la fin de sa vie comme le plus éminent géologue en France.
Élu à l'Académie des sciences en 1877, la Société géologique de France, présidée par J.-R. Tournouër, lui confia la direction du premier congrès international de géologie, tenu dans le cadre de l'Exposition universelle de 1878 : il s'agissait d'obtenir du ministre de l'Agriculture les subventions requises pour l'accueil des congressistes au Palais du Trocadéro. En reconnaissance de son action scientifique, Hébert fut promu commandeur de la Légion d'honneur en 1885, et fut par trois fois président de la Société géologique de France.

## Distinctions
- Commandeur de la Légion d'honneur

## Principales publications
- Tableau des fossiles de la craie de Meudon et description de quelques espèces nouvelles, Paris, Gide et J. Baudry, 1855 (lire en ligne)
- Cours de géologie : leçon d'ouverture (25 mars 1857) : La géologie. - Son objet. - Son utilité générale. - Sa méthode, Paris, Cosson, 1857 (lire en ligne)
- Recherches sur le terrain jurassique dans le bassin de Paris. Suivi de Recherches sur les mammifères pachydermes du genre "Coryphodon", Paris, L. Martinet, 1857 (lire en ligne)

## Hommage
- La Sorbonne conserve un buste en marbre d'Edmond Hébert exécuté par Louis-Ernest Barrias en 1894[3].